# 史邦直
史邦直（1539年—1586年），本名筆直，字敬司，改字中厚，山東濟南府樂陵縣人，軍籍，明朝政治人物。

## 生平
幼從父親學習《易經》，十三歲為邑諸生，初名史筆直，督學副使鄒善改為邦直，讓他入讀湖南書院。因捐贈百金為賑濟，又得皇帝賜堂額曰喻義。隆慶元年（1567年）丁卯科山東鄉試第三名舉人，二年（1568年）中式戊辰科會試第一百二十五名，三甲第二百五十七名進士，成為樂陵首位進士。初授山西臨晉縣知縣，兼攝安邑、猗氏二縣，遷西安府同知，以仰慕山西道監察御史高胤先之名，命名長子為史高胤，次子為史高先。萬曆四年（1576年）九月升河南僉事、管新設水利道事，七年（1579年）十月以淮安府屬鹽城等十州縣照舊改屬營田道，令見任僉事史邦直充之，仍給敕以便行事。工科給事中尹瑾巡視河工，以治績上聞，晉河南副使。八年（1580年）十二月戶部郎中柴承學奏稱淮鳳所開之地原是拋荒熟田，冒稱新開者，史邦直被革職。十四年（1586年）去世。

## 家族
曾祖史麟；祖父史述，歲貢生；父史帒，封西安府同知；母鄭氏，封宜人。長子史高胤，進士，聘陽信苑馬寺卿馬三樂女，娶德平孝廉郭鏘女。次子史高先，庚戌進士，娶臨邑行太僕少卿邢侗女。女婿李和行、潘可仕，皆為百戶。史高胤子史光籙（與叔父史高先同科舉人）、史光策；史高先子史光簡（聘南京陝西道御史宋槃女）。孫女婿潘蓋世（舉人潘可久子）、宋聯奎（宋槃子）、丁某（戶科都給事中丁懋遜孫、廩生丁裕慶子）、張某（浙江道御史張五典子）。